# Героимов, Антон Александрович
Антон Александрович Героимов (05.05.1918 — 30.01.2006)- мастер дорожно-эксплуатационного участка управления автомобильной дороги Таллин — Ленинград — Выборг (Ленинград), Герой Социалистического Труда (1966).
Родился 5 мая 1918 года в деревне Михальки Гомельского уезда (Белоруссия). Член ВКП(б)/КПСС с 1943 г.
Окончил 7 классов Михальковской школы (1933) и курсы счетоводов (1934). Работал счетоводом в сельсовете, затем начальником отделения связи.
С декабря 1939 года — в РККА. Участник советско-финской войны, рядовой отдельной разведывательной роты 2-й стрелковой дивизии Ленинградского военного округа. В июне — ноябре 1940 года — курсант танковой школы, затем командир стрелкового отделения полковой школы 252-го стрелкового полка 70-й стрелковой дивизии ЛВО.
Участник Великой Отечественной войны. В 1941—1942 годах — помощник командира стрелкового взвода, в феврале — июне 1942 года — заместитель политрука стрелковой роты, а в июне 1942 — январе 1943 года — ответственный секретарь бюро ВЛКСМ 3-го отдельного стрелкового батальона города Ленинград. В январе — октябре 1943 года — курсант стрелково-пулемётных курсов младших лейтенантов (Ленинградский фронт).
С октября 1943 года — командир стрелкового взвода. В апреле 1944 года тяжело ранен под Псковом, несколько месяцев находился на излечении. С декабря 1944 года — командир стрелкового взвода 4-го отдельного местного стрелкового батальона (Ленинградский фронт), лейтенант.
Демобилизовался в 1948 году и поступил на работу в дорожное хозяйство. В 1951 году прошёл обучение на курсах дорожных мастеров, назначен мастером дорожно-эксплуатационного участка управления автомобильной дороги Таллин — Ленинград — Выборг.
Обслуживал дистанцию Ламбери - Вартемяки. Каждый год весной проводил её пешеходный осмотр, мелом отмечая трещины, и затем все они тщательно заделывались. Для заливки трещин сконструировал специальные конические лейки, а очистку трещин производил сжатым воздухом от компрессора автомобиля. Дорожные трубы небольшого диаметра стал очищать струей воды из машины с пожарным рукавом. Усовершенствовал нанесение осевых линий разметки. 
Указом Президиума Верховного Совета СССР от 5 октября 1966 года за выдающиеся успехи, достигнутые в выполнении заданий семилетнего плана по перевозкам народнохозяйственных грузов и пассажиров, строительству, ремонту и содержанию автомобильных дорог, присвоено звание Героя Социалистического Труда.
Работал в дорожном хозяйстве до выхода на пенсию в 1991 г., последняя должность - старший прораб.
Жил в Ленинграде (Санкт-Петербурге). Умер 30 января 2006 года.
Награждён орденами Отечественной войны 1-й степени (11.03.1985), Красной Звезды (29.05.1945), медалями, в том числе «За оборону Ленинграда».